# Ugandische Volleyballnationalmannschaft der Männer
Die ugandische Volleyballnationalmannschaft der Männer ist die Auswahl ugandischer Volleyballspieler, welche die Uganda Volleyball Federation (UVF) auf internationaler Ebene, beispielsweise in Freundschaftsspielen gegen die Auswahlmannschaften anderer nationaler Verbände, aber auch bei internationalen Wettbewerben repräsentiert. 1982 trat der nationale Verband dem Weltverband Fédération Internationale de Volleyball (FIVB) bei. Im Oktober 2021 wurde die Mannschaft auf dem neunten Platz der kontinentalen Rangliste geführt.

## Internationale Wettbewerbe

### Uganda bei Weltmeisterschaften
Die Mannschaft konnte sich bisher nicht für eine Weltmeisterschaft qualifizieren.

### Uganda bei Olympischen Spielen
Bisher gelang es der Mannschaft nicht, sich für die olympischen Wettbewerbe zu qualifizieren.

### Uganda bei Afrikameisterschaften
Die Mannschaft nahm im Jahr 2021 zum ersten Mal an der Afrikameisterschaft teil und belegte den fünften Rang.

### Uganda bei den Afrikaspielen
Ugandas Volleyballnationalmannschaft der Männer nahm bisher nicht an den Wettbewerben der Afrikaspiele teil.

### Uganda beim World Cup
Uganda kann bisher keine Teilnahme am World Cup – dem Qualifikationsturnier für die Olympischen Spiele – vorweisen.

### Uganda in der Weltliga
Die Weltliga fand bisher ohne ugandische Beteiligung statt.